# Copa Centroamericana 2013
Die Copa Centroamericana 2013 (Central American Cup 2013) war die 12. Auflage des Fußballwettbewerbs für zentralamerikanische Nationalmannschaften der Unión Centroamericana de Fútbol, des Zentralamerikanischen Fußballverbandes. Das Turnier, welches zum zweiten Mal nicht mehr unter dem Titel „UNCAF Nations Cup“ ausgetragen wurde, fand im Januar 2013 in Costa Rica statt und wurde vom Gastgeber gewonnen. Die besten 5 der 7 Teilnehmer qualifizierten sich für den CONCACAF Gold Cup 2013.

## Teilnehmer
Teilnehmer an der Copa Centroamericana 2013 waren die sieben Mitglieder des zentralamerikanischen Fußballverbandes.
- Belize
- Costa Rica
- El Salvador
- Guatemala
- Honduras
- Nicaragua
- Panama

## Austragungsorte
Alle Spiele wurden im Estadio Nacional de Costa Rica in San José ausgetragen. Das Stadion fasste 35.000 Zuschauer.

## Vorrunde

### Gruppe A
| Pl. | Verein     | Sp. | S | U | N | Tore    | Diff. | Punkte |
| --- | ---------- | --- | - | - | - | ------- | ----- | ------ |
| 1.  | Costa Rica | 3   | 2 | 1 | 0 | 004:100 | +3    | 07     |
| 2.  | Belize     | 3   | 1 | 1 | 1 | 002:200 | ±0    | 04     |
| 3.  | Guatemala  | 3   | 0 | 3 | 0 | 002:200 | ±0    | 03     |
| 4.  | Nicaragua  | 3   | 0 | 1 | 2 | 002:500 | −3    | 01     |

| 18. Januar 2013 | Guatemala    | 1:1     | Nicaragua   | Estadio Nacional de Costa Rica, San José Zuschauer: 200 Schiedsrichter: Joel Aguilar (El Salvador) |
| 18. Januar 2013 | Espinoza 67′ | Bericht | Quijano 41′ | Estadio Nacional de Costa Rica, San José Zuschauer: 200 Schiedsrichter: Joel Aguilar (El Salvador) |

| 18. Januar 2013 | Costa Rica  | 1:0     | Belize | Estadio Nacional de Costa Rica, San José Zuschauer: 5.484 Schiedsrichter: Héctor Rodríguez (Honduras) |
| 18. Januar 2013 | Arrieta 55′ | Bericht |        | Estadio Nacional de Costa Rica, San José Zuschauer: 5.484 Schiedsrichter: Héctor Rodríguez (Honduras) |

| 20. Januar 2013 | Belize  | 0:0 | Guatemala | Estadio Nacional de Costa Rica, San José Zuschauer: 250 Schiedsrichter: Elmer Bonilla (El Salvador) |
| 20. Januar 2013 | Bericht |     |           | Estadio Nacional de Costa Rica, San José Zuschauer: 250 Schiedsrichter: Elmer Bonilla (El Salvador) |

| 20. Januar 2013 | Costa Rica          | 2:0     | Nicaragua | Estadio Nacional de Costa Rica, San José Zuschauer: 5.980 Schiedsrichter: Roberto Moreno (Panama) |
| 20. Januar 2013 | Lagos 7′ Borges 86′ | Bericht |           | Estadio Nacional de Costa Rica, San José Zuschauer: 5.980 Schiedsrichter: Roberto Moreno (Panama) |

| 22. Januar 2013 | Nicaragua | 1:2     | Belize                    | Estadio Nacional de Costa Rica, San José Zuschauer: 750 Schiedsrichter: Joel Aguilar (El Salvador) |
| 22. Januar 2013 | Pinel 85′ | Bericht | Lennan 29′ McCaulay 90+2′ | Estadio Nacional de Costa Rica, San José Zuschauer: 750 Schiedsrichter: Joel Aguilar (El Salvador) |

| 22. Januar 2013 | Costa Rica  | 1:1     | Guatemala     | Estadio Nacional de Costa Rica, San José Zuschauer: 6.760 Schiedsrichter: Héctor Rodríguez (Honduras) |
| 22. Januar 2013 | Arrieta 11′ | Bericht | Contreras 90′ | Estadio Nacional de Costa Rica, San José Zuschauer: 6.760 Schiedsrichter: Héctor Rodríguez (Honduras) |

### Gruppe B
| Pl. | Verein      | Sp. | S | U | N | Tore    | Diff. | Punkte |
| --- | ----------- | --- | - | - | - | ------- | ----- | ------ |
| 1.  | Honduras    | 2   | 0 | 2 | 0 | 002:200 | ±0    | 02     |
| 2.  | El Salvador | 2   | 0 | 2 | 0 | 001:100 | ±0    | 02     |
| 3.  | Panama      | 2   | 0 | 2 | 0 | 001:100 | ±0    | 02     |

Die Plätze 2 und 3 wurden durch das Los bestimmt.
| 18. Januar 2013 | Honduras     | 1:1     | El Salvador | Estadio Nacional de Costa Rica, San José Zuschauer: 2.500 Schiedsrichter: Walter López (Guatemala) |
| 18. Januar 2013 | Bengtson 75′ | Bericht | Burgos 77′  | Estadio Nacional de Costa Rica, San José Zuschauer: 2.500 Schiedsrichter: Walter López (Guatemala) |

| 20. Januar 2013 | El Salvador | 0:0 | Panama | Estadio Nacional de Costa Rica, San José Zuschauer: 250 Schiedsrichter: Wálter Quesada (Costa Rica) |
| 20. Januar 2013 | Bericht     |     |        | Estadio Nacional de Costa Rica, San José Zuschauer: 250 Schiedsrichter: Wálter Quesada (Costa Rica) |

| 22. Januar 2013 | Panama      | 1:1     | Honduras   | Estadio Nacional de Costa Rica, San José Zuschauer: 3.450 Schiedsrichter: Roberto García Orozco (Mexiko) |
| 22. Januar 2013 | Sánchez 13′ | Bericht | Montes 31′ | Estadio Nacional de Costa Rica, San José Zuschauer: 3.450 Schiedsrichter: Roberto García Orozco (Mexiko) |

## Finalrunde

### Spiel um Platz 5
| 25. Januar 2013 | Guatemala | 1:3     | Panama                           | Estadio Nacional de Costa Rica, San José Zuschauer: 279 Schiedsrichter: Wálter Quesada (Costa Rica) |
| 25. Januar 2013 | López 75′ | Bericht | Pérez 28′ Rojas 55′ Quintero 59′ | Estadio Nacional de Costa Rica, San José Zuschauer: 279 Schiedsrichter: Wálter Quesada (Costa Rica) |

### Halbfinale
| 25. Januar 2013 | Honduras     | 1:0     | Belize | Estadio Nacional de Costa Rica, San José Zuschauer: 1.644 Schiedsrichter: Walter López (Guatemala) |
| 25. Januar 2013 | Beckeles 67′ | Bericht |        | Estadio Nacional de Costa Rica, San José Zuschauer: 1.644 Schiedsrichter: Walter López (Guatemala) |

| 25. Januar 2013 | Costa Rica  | 1:0     | El Salvador | Estadio Nacional de Costa Rica, San José Zuschauer: 4.993 Schiedsrichter: Roberto García Orozco (Mexiko) |
| 25. Januar 2013 | Wallace 72′ | Bericht |             | Estadio Nacional de Costa Rica, San José Zuschauer: 4.993 Schiedsrichter: Roberto García Orozco (Mexiko) |

### Spiel um Platz 3
| 27. Januar 2013 | Belize | 0:1     | El Salvador | Estadio Nacional de Costa Rica, San José Zuschauer: 1.997 Schiedsrichter: Sandy Vasquez (Dom.Rep.) |
| 27. Januar 2013 |        | Bericht | Bonilla 50′ | Estadio Nacional de Costa Rica, San José Zuschauer: 1.997 Schiedsrichter: Sandy Vasquez (Dom.Rep.) |

### Finale
| Costa Rica                                                   | Costa Rica | Honduras | Honduras |
| ------------------------------------------------------------ | --- | --- | -------- |
| Costa Rica                                                   | \| 27. Januar 2013 in San José (Estadio Nacional de Costa Rica) \| \| Ergebnis: 1:0 (1:0) \| \| Zuschauer: 14.146 \| \| Schiedsrichter: Joel Aguilar ( El Salvador) \| \| Spielbericht \| | \| 27. Januar 2013 in San José (Estadio Nacional de Costa Rica) \| \| Ergebnis: 1:0 (1:0) \| \| Zuschauer: 14.146 \| \| Schiedsrichter: Joel Aguilar ( El Salvador) \| \| Spielbericht \|                                                                     | Honduras |
| Costa Rica                                                   | Patrick Pemberton – Michael Umaña, Giancarlo González, Christopher Meneses, José Salvatierra – Celso Borges, Osvaldo Rodríguez (84. Pablo Salazar), Álvaro Saborío, Randall Brenes (90. Jairo Arrieta) – Rodney Wallace (73. Juan Diego Madrigal), Ariel Rodríguez Cheftrainer: Jorge Luis Pinto | Donis Escober – Juan Carlos García, Víctor Bernárdez, Brayan Beckeles, Juan Pablo Montes – Boniek García, Luis Fernando Garrido, Mario Roberto Martínez, Arnold Peralta (72. Georgie Welcome) – Roger Rojas, Jerry Bengtson Cheftrainer: Luis Fernando Suárez | Honduras |
| Costa Rica                                                   | 1:0 González (38.) | | Honduras |
| Costa Rica                                                   | Borges (29.), Wallace (34.), Salvatierra (90.) | Garrido (52.), Peralta (61.), J. García (70.) | Honduras |
| 27. Januar 2013 in San José (Estadio Nacional de Costa Rica) | | |          |
| Ergebnis: 1:0 (1:0)                                          | | |          |
| Zuschauer: 14.146                                            | | |          |
| Schiedsrichter: Joel Aguilar ( El Salvador)                  | | |          |
| Spielbericht                                                 | | |          |